# Taekwondo-Technik
Taekwondo-Technik umfasst alle Hand-, Arm- und Fußtechniken des koreanischen Kampfsports Taekwondo und unterstützende Elemente wie z. B. Atemtechnik und Kampfschrei, die regelmäßig im Training geübt werden müssen.

## Training
Dem Trainer steht es frei, wie er sein Training aufbaut. Vor Prüfungsterminen wird in der Regel nochmals der Prüfungsstoff intensiv durchgenommen.
Typische Trainingskomponenten sind:
- Aufwärmen und Muskeldehnung: Beim intensiven und richtigen Betreiben von Taekwondo werden die meisten Muskeln und Bänder des Körpers eingesetzt. Deshalb ist es wichtig, den gesamten Bewegungsapparat durch gezielte Übungen aufzuwärmen. Auch zwischendurch werden immer wieder einzelne Partien aufgewärmt oder Dehnungsübungen durchgeführt, manchmal in Form von Taekwondo-Techniken.
- Grundschule: einzelne Techniken oder auch Kombinationen vertiefen das Verständnis für Abläufe und Möglichkeiten der Bewegung. Hierbei kommen auch sogenannte Pratzen zum Einsatz. Dies sind Schlagpolster mit Griffen, die als Ziel für voll ausgeführte Hand- und Fußtechniken dienen.
- abgesprochener Kampf: ohne Verletzungsgefahr, aber realistischer als die Grundschule ist der abgesprochene Kampf. Ein Angreifer agiert mit vorher abgesprochenen bzw. vorgegebenen Angriffstechniken, der Verteidiger reagiert mit gelernten Abwehr- und Kontertechniken. Man unterscheidet den Einschritt-, Zwei- und Dreischritt-Kampf (Ilbo-, Ibo-, Sambo-Taeryon) und den begrenzten Freikampf (Ban Ya Yoo).
- Freikampf: Auch im nicht abgesprochenen Kampf (Chayu-Taeryon) wird die korrekte Ausführung von Techniken als Reaktion auf die Aktionen des Partners trainiert. Dies setzt eine hohe Körperbeherrschung und Konzentrationsfähigkeit voraus. Beim speziellen Freikampf nur mit Füßen (Yokgi) dürfen keine Handtechniken verwendet werden. Die hohen Beintechniken, Dreh- und Sprungkicks sind ein Markenzeichen des Taekwondo. Schläge unter die Gürtellinie und Angriffe zum Rücken sind dabei nicht erlaubt. Für Wettkämpfe gibt es eigene Regeln im jeweiligen Verband.
- Formenlauf: formalisierte und einstudierte Abfolge von Techniken (Hyeong, Poomse) als Kampftraining gegen imaginäre Gegner.
- Meditation: Im Anschluss an das Training kann gezielt ein kurzer Moment der Stille erfolgen, um sich zu sammeln und die im Training konzentrierte Energie wieder „alltagstauglich“ zu machen.
- Theorie: zur Taekwondo-Geschichte und Hintergründen, zu Techniken, Regeln und rechtlichen Aspekten (z. B. Notwehr).

## Atemtechnik
Eine gute Atemtechnik gibt Kraft und Energie (koreanisch Ki), eine kontrollierte Atmung verbirgt dem Gegner, ob man angreifbar oder verletzlich ist.
Beim Kampfsport atmet man über das Zwerchfell (Bauchatmung – das Anheben der Bauchdecke zieht das Zwerchfell nach unten und füllt die Lunge), im Gegensatz zur flachen Brustatmung. Durch die Nase wird eingeatmet, ausgeatmet durch den Mund.
Laut hörbares Atmen stärkt das Bewusstsein beim Anfänger und lehrt ihn den richtigen Rhythmus. Fortgeschrittene sollten jedoch nur bei expliziten Atemübungen laut atmen und sich bewusst sein, dass dadurch der Gegner im Kampf auf den günstigen Zeitpunkt zum Angriff hingewiesen wird. Während der Atemphase ist kaum eine schnelle Reaktion möglich, die Wirkung eines Treffers ist deutlich höher. Während eines Kampfes soll also möglichst verdeckt, aber trotzdem korrekt und kräftig geatmet werden.

## Kampfschrei
Der Kampfschrei wird im Koreanischen Gihap (기합, 氣合) genannt (McCune-Reischauer: Kihap). Gi steht für „Lebensenergie“, während Hap so viel wie „Sammlung“ oder „Vereinigung“ bedeutet. Der Gihap erhöht die Anspannung des Körpers zum Zeitpunkt des Kontaktes mit dem Gegner, um der Technik höchste Kraft und Kontrolle zu verleihen und die Konzentration zu steigern. Mit der dadurch erzwungenen Auspressung der Luft und Anspannung der Muskulatur sind die Atemwege weniger empfindlich gegen Konterschläge, ein Gegentreffer auf die Brust (oder ein Sturz auf Brust/Rücken) in der Ein- oder Ausatemphase wäre sehr unangenehm. Im Kampf dient der Gihap natürlich auch der Einschüchterung des Gegners. Bei Partnerübungen zeigt der Kampfruf den Beginn und das Ende der Techniken an.
In der Atemtechnik nimmt der Gihap daher eine Sonderstellung ein. Um die damit erwünschte Wirkung zu erzielen, muss er mit ausreichender Kraft aus dem Bauchraum kommen. Anfänger neigen dazu, nur die Stimmbänder zu benutzen und belasten diese dabei unnötig. Eine solche Atemtechnik wird außerdem als ineffektiv angesehen. Richtig ausgeführt erzwingt der Gihap eine reine, richtige Zwerchfell-Atmung im entscheidenden Moment.
Der Klang des Gihap ist nicht vereinheitlicht, sondern wird individuell unterschiedlich artikuliert.
Der Kampfschrei kann verschieden stark ausfallen. Wenn man ihn als Signal am Übungsanfang oder Übungsende benutzt, kann der Gihap vergleichsweise leise artikuliert werden. Ein energischer Luftstoß wie z. B. „Ha!“ genügt und schont die Stimmbänder. Steht man dagegen vor einer ernsthaften Hürde, wie zum Beispiel einem Bruchtest, kann man seine Energien (Gi) mit einem sehr kräftigen „I-YA“ stärker sammeln (Hap).
In den japanischen Kampfkünsten wird der Schrei Kiai genannt.

## Stellungen
Um die Abwehr- und Angriffstechniken im Taekwondo durchführen zu können, gibt es einige typische geeignete Stellungen (koreanisch Sogi). Je korrekter die Stellungen eingenommen werden, desto stabiler ist die Basis für eigene Techniken.
Je nach Stilrichtung unterscheiden sich auch die Begriffe für die einzelnen Stellungen, Tritte oder Schläge leicht voneinander. Die Bewegung aus den Stellungen heraus und deren saubere Durchführung ist wichtiger Inhalt des Trainings.
Die gebräuchlichsten Stellungen sind:
- Chariot Sogi (Achtungsstellung): Die Fersen berühren einander, die Füße zeigen 22,5° nach außen.
- Junbi Sogi oder auch Narani Sogi (Vorbereitungsstellung oder Parallelstellung): Füße etwa schulterbreit auseinander, die Fäuste sind vor dem Gürtel (Unterbauch)
- Moa Sogi (geschlossene Stellung): Die Innenseiten der Füße berühren einander.
- Ap Gubi oder auch Chongul Sogi (Gangstellung): Eine breite und tiefe Stellung (tiefer Schwerpunkt – vorderes Bein ist wie nach einem sehr langen Vorwärtsschritt, der ungefähr zweieinhalb Schulterbreiten lang ist, gebeugt (ca. 90°)). Das Gewicht ist gleichmäßig auf beide Beine verteilt. Das hintere Bein bleibt gestreckt, der hintere Fuß zeigt 25°-30° nach außen. Die Füße stehen nicht auf einer Linie, man hat ungefähr eine Schulterbreite (individuell) Raum dazwischen. Dieses sorgt zusammen mit dem Schwerpunkt in der Mitte für einen sicheren Stand. Ideal auch im Zusammenhang mit einem Ausfallschritt für Fauststöße geeignet; gleichzeitig kann man sehr schnell in andere Stellungen wechseln.
- Ap Sogi (Schrittstellung): Eine kurze Stellung wie bei einem einfachen Schritt, kommt vor allem häufig in den Formenläufen vor und ist auch ideal, um sehr schnell in andere Stellungen zu wechseln.
- Dwit Gubi oder auch Hugul Sogi (L-Stellung): Eine typische Verteidigungsstellung. Die Füße stehen L-förmig (vorderer Fuß zum Gegner, hinterer Fuß um 90° nach außen gedreht), das Körpergewicht lastet zu 2/3 auf dem hinteren Fuß. Der Vorteil ist, dass der Körper durch Pendelbewegung leicht aus der Angriffslinie des Gegners herausgebracht werden kann und der vordere Fuß zu schnellen Kontertritten verwendet werden kann (weil er schnell gewichtsfrei ist). Beide Knie sind leicht gebeugt, sodass bei dem vorderen die Kniescheibe und die Ferse eine senkrechte Linie bilden. Das hintere Knie ist infolge des größeren Gewichts stärker gebeugt, sodass Kniescheibe und Zehenspitze eine senkrechte Linie bilden. Abstand der Füße ist ca. eine Schulterbreite. Die Füße stehen beinahe auf einer Linie, sodass man zwischen Ferse des hinteren Fußes und Innenseite des vorderen Fußes, eine gerade Schnur spannen könnte.
- Kima Sogi oder auch Chuchum Sogi (Sitz- oder Reiterstellung): Füße weit auseinander, Beine stark gebeugt. Für viele Handtechniken eine ideale Position, auch für schnelle Seitwärtsbewegungen geeignet. Die Füße sind hierbei parallel und zeigen nach vorne. Die Knie sind gebeugt, sodass man das Gefühl bekommt, auf einem Pferd zu sitzen (daher Reiterstellung).
- Koa Sogi oder auch Kyocha Sogi (Überkreuzstellung): Die Beine sind überkreuzt, der Fuß des Standbeins steht voll am Boden, der andere Fuß berührt nur mit dem Fußballen den Boden, beide Knie sind leicht gebeugt, der Oberkörper ist aufrecht, und der Blick geht in Angriffsrichtung.
- Guburyo Sogi (Beugehaltung): Auf einem Bein. Diese Stellung dient als vorbereitende Stellung für seitliche, frontale und rückwärtige Tritte.
- Waebal Sogi (Einbeinstellung): Das Standbein wird ausgestreckt, während die Sohle des anderen Fußes das Kniegelenk berührt.
- Sasun Sogi (Diagonalstellung): Es gilt hierbei das gleiche Prinzip wie bei der Sitzstellung, nur liegt die Ferse des vorderen Fußes hier auf der gleichen Linie wie die Zehen des hinteren Fußes.
- Soojik Sogi (vertikale Stellung): Eine kurze Version der L-Stellung. Zwischen beiden Fersen besteht eine Schulterbreite Entfernung.
- Gojung Sogi (feste Stellung): Diese Stellung stimmt bis auf folgende Ausnahme mit der L-Stellung überein: Das Körpergewicht wird gleichmäßig auf beide Beine verteilt.
- Dwit Bal Sogi (Katzenfußstellung): Zwischen den Zehen beider Füße besteht ein Abstand von einer Schulterbreite, das hintere Knie wird gebeugt, bis das Knie über die Zehen herausragt; das vordere Knie wird gebeugt, bis nur noch der Fußballen den Boden berührt.
- Nachuo Sogi (Niedrige Stellung): Diese Stellung gleicht der Gangstellung, ist aber um ca. eine halbe Schulterbreite weiter gespannt.

## Hand- und Armtechniken
Die Hand und die Arme werden in ihrer ganzen Länge für Blocks (Abwehr und Stopp von Angriffen) und Wirkungstreffer genutzt.
Typische Schlag- (Chigi), Stoß- (Jirugi) und Stichformen (Chirugi) sind:
- Jumok Jirugi: Fauststoß
- Sonnal Chigi: Schlag mit der Außenhandkante
- Sonnal Bakkat Chigi: Schlag mit der Innenhandkante
- Batangson Jirugi: Handballenstoß
- Palkup Chigi: Ellenbogensschlag nach vorne
- Dung Jumok Ape Chigi: Handrückenschlag nach vorne
- Me Jumok Chigi: Faustbodenschlag
- Pyonsonkut Chirugi: Fingerspitzenstich

Typische Blockformen sind:
- Makki: Block
- Arae Makki: Beinblock bzw. Unterarmblock nach unten über das gleichseitige Bein
- Momtong Makki: Körperblöck bzw. Unterarmblock vom Ohr vor dem Oberkörper (Kingrenze)
- Olgul Makki: Kopfblock bzw. Unterarmblock nach oben
- Momtong An makki: Unterarmblock vor dem Körper von außen nach innen
- Momtong Bakkat makki: Unterarmblock vor dem Körper von innen nach außen
- Sonnal Makki: Entsprechende Abwehr mit der Innenhandkante und mit der Außenhandkante vor den Beinen (Sonal Arae Makki), Körper oder Kopf

## Fuß- und Beintechniken
Im Taekwondo haben die Fußtechniken eine besondere Bedeutung; im Unterschied zu anderen Kampfsportarten werden sie hier besonders betont. Durch intensives Training kann man auch mit Fußtechniken schnell und hoch treffen.
Der Vorteil ist, dass man damit eine relativ große Reichweite hat, in der man mit der kräftigen Bein-, Po- und Rückenmuskulatur sehr wirkungsvolle Treffer landen kann. Zudem gibt die Nutzung der Beine dem Taekwondo-Kämpfer zwei zusätzliche Möglichkeiten, die für den Gegner z. T. recht überraschend eingesetzt werden können, weil der Ansatz außerhalb seines Sichtbereiches liegt. Einen besonderen Überraschungseffekt erzielen Sprünge oder Techniken aus einer Drehung, ggf. sogar Mehrfachdrehung heraus. Auch überraschend sind Kombinationen aus Block und Kick mit dem Bein oder eben Fuß.
Ziele sind hierbei vor allem Sonnengeflecht (Plexus solaris), unterer seitlicher Rippenbogen, Kinn/Gesicht, Stirn- und Schläfenbereich, aber auch Schenkel und Kniegelenk. Fußtechniken können auch zur Abwehr und zum Blocken gegnerischer Angriffe genutzt werden.
Typische Fußtechniken sind:
- Ap-Chagi: Fronttritt. Gerader Fußstoß nach vorne. Trefferfläche ist der Fußballen (oder der Fußrücken z. B. im WTF-Wettkampf).
- Yop-Chagi: Seitwärtstritt. Seitlich gedrehter Stoß nach vorne. Trefferfläche ist die Fußaußenkante bzw. die untere Ferse.
- Dwit-Chagi: Rückwärtstritt. Ein über den Rücken gedrehter mit dem hinteren Fuß ausgeführter Tritt. Trefferfläche ist die untere Ferse oder auch die gesamte Fußsohle.
- Dollyo-Chagi: Drehtritt (Halbkreisförmig nach vorn). Ein aus der Hüfte gedrehter, von der Seite kommender Fußtritt. Getroffen wird mit dem Fußrücken.
- Pandae-Dollyo-Chagi oder auch Momdollyo-Huryo-Chagi: Fersendrehschlag. Ein über den Rücken gedrehter mit dem hinteren Fuß getretener Kreistritt, getroffen wird mit der Ferse.
- Hurio-Chagi oder Gygolo-Chagi: Peitschentritt. Eingedrehter Fuß von unten kommend, kann damit ein seitlich stehender Gegner hoch mit dem Fußballen getroffen werden.
- Naeryo-Chagi: Schwung- oder Abwärtstritt. Ein mit fast durchgestrecktem Bein ausgeführter hoher Tritt von oben nach unten. Für Angriffe mit der Ferse auf den Kopf oder Brustkorb geeignet (von außen).
- Twio-Chagi: Sprungtritt. Entsprechend der oben genannten Trittarten wird ein gesprungener Front Tritt Twio Ap-Chagi genannt usw.
- Neyo chagi: Halbmondtritt (von innen)

## Bruchtest (Kyok Pa)
Sieht spektakulär aus, hat im Training aber nur geringe praktische Bedeutung: das Zerschlagen von Brettern, Ziegeln und Steinen. Diese Fähigkeit ergibt sich aus dem konsequenten Training von Kraft, Schnelligkeit und Genauigkeit einer Technik. Der Bruchtest erfordert eine präzise Technikausführung mit exaktem Brennpunkt, Kraft und Schnelligkeit. Nur eine korrekt ausgeführte Technik bringt das Brett zum Brechen.
Die Kraft, Geschwindigkeit und Technik eines Schlages oder Trittes wird bei Prüfungen (und Vorführungen) in der Regel an 30 × 30 cm großen und ca. 3 cm dicken Fichtenbrettern demonstriert. Für Kinder und Frauen gibt es dünnere Bretter, man kann aber auch mehrere Bretter zur Erhöhung des Schwierigkeitsgrades übereinander legen. Noch schwieriger wird es, wenn man seine Technik an einem frei stehenden bzw. nur einseitig gehaltenen oder sogar an einem geworfenen Brett demonstrieren muss. Weitere Möglichkeiten sind auch die Durchführung der Technik im Sprung oder gleichzeitige Techniken an verschiedenen Brettern.
Ziegel, Kokosnüsse, Ytong-Steine und andere Gegenstände dienen lediglich der spektakulären Show bei Vorführungen.

## Selbstverteidigung, Kampf
Die Selbstverteidigung ist heute nurmehr ein Nebeneffekt des eher sportlich orientierten Taekwondo. Natürlich sind alle Übungen darauf ausgerichtet, sich auch im Ernstfall gegen einen Gegner behaupten zu können. Einige spezielle Selbstverteidigungs-Techniken (Hosinsul) ermöglichen dem Geübten dann auch, Angreifer schnell abzuwehren und unter Kontrolle zu bringen.
Es ist jedoch einiges an Training erforderlich; derjenige, der schnell ein paar Tricks für die nächste Schlägerei sucht, wird hier nicht fündig werden. Erst in höheren Graduierungen wird auch der Kampf gegen Gegner gezielt mit Trainingskämpfen geübt.
Auf alle Fälle stärkt Taekwondo das Selbstbewusstsein und das Vertrauen in die eigenen Fähigkeiten und trägt schon allein dadurch dazu bei, auch in Konfliktsituationen kühlen Kopf zu bewahren und sich behaupten zu können.

## Weiterführende Informationen